# Pleurotomella normalis
Pleurotomella normalis é uma espécie de gastrópode do gênero Pleurotomella, pertencente a família Raphitomidae.